# Lendas de Mairiporã
Mairiporã é um município que sofreu muita influência externa para a criação de seu folclore, mas algumas lendas fazem-se permanentes por meio das gerações dos moradores do município.

## Lendas

### A Maldição do Padre
Conta a lenda que por volta de 1920 existia um padre que defendia a população dos maus-tratos e da exploração dos coronéis, intimidando-os em todas os seus discursos. Cansados de tanta relutância, os coronéis se uniram e organizaram um sequestro, que seria seguido de espancamento do homem, com o objetivo de que ele fosse humilhado e aprendesse sua lição. O pedido de morte só não foi feito porque, naquela época, acreditava-se que mandar matar um padre traria muito azar àquelas terras,
Os capangas tinham seus próprios motivos e decidiram matá-lo. Primeiro sequestraram e espancaram o homem. Quando este desmaiou, puseram-no dentro de um saco amarrado e levaram-no para o alto da Serra da Cantareira, para que lá morresse de frio e fome. Ele conseguiu sair do saco e voltar para o centro do município, mais especificamente para a escadaria da Igreja Católica do Nossa Senhora do Desterro onde faleceu, mas antes de falecer ele rogou uma praga dizendo que o município não progredirá enquanto não houver um padre nascido e criado na cidade. 

### Estrada Velha de Bragança
Conta a lenda que na "Estrada Velha de Bragança" , trecho Terra Preta, ocorre um fenômeno que denominamos"Tapa n'água". É um ruido que se houve em algumas oportunidades semelhante ao provocado por um "tapa" de mão aberta em superfície de água. São sempre dois "tapas" seguidos, e o curioso que não há naquele local água alguma. Esse fato é mais conhecido pelas pessoa que residem nas imediações da estrada Velha de Bragança, 